# ロシュキ・ポトク
ロシュキ・ポトク(Loški Potok)は、スロベニアの市である。